# Acometida
Se llama acometido en las instalaciones eléctricas a la parte de la red de distribución de la empresa suministradora que alimenta la caja o cajas generales de protección o unidad funcional equivalente.
Las acometidas en baja tensión (de 0 a 600/1000 V dependiendo del país) finalizan en la denominada caja general de protección mientras que las acometidas en media tensión (a tensión mayor de 600/1000 V) finalizan en un centro de transformación del usuario, donde se define como el comienzo de las instalaciones internas o del usuario. La capacidad de la línea de transmisión afecta al tamaño de estas estructuras principales. Por ejemplo, la estructura de la torre varía directamente según el voltaje requerido y la capacidad de la línea. Las torres pueden ser postes simples de madera para las líneas de transmisión pequeñas hasta 46 kilovoltios (kV). Se emplean estructuras de postes de madera en forma de H, para las líneas de 69 a 231 kV. Se utilizan estructuras de acero independientes, de circuito simple, para las líneas de 161 kV o más. Es posible tener líneas de transmisión de hasta 1000 kV.
La acometida normal para una vivienda unifamiliar es monofásica, a tres hilos, uno para la fase o activo, otro para el neutro y el tercero para la tierra, a 230 V. En el caso de un edificio de varias viviendas la acometida normal será trifásica, de cuatro hilos, tres para las fases y uno para el neutro, la tierra debe tenerse en la misma instalación del usuario, siendo en este caso la tensión entre las fases 220/400 V y de 127/230 V entre fase y neutro dependiendo del país. Si la acometida es para una industria o una gran zona comercial esta será normalmente en Media o Alta tensión, por ejemplo a 5 kV o mayor según la zona o país, a tres hilos, uno para cada fase, el neutro se obtiene del secundario del transformador del usuario y la tierra de su instalación.

Símbolos normalizados en México para indicar una acometida eléctrica, de acuerdo a la norma NMX-J-136-ANCE-2007 Abreviaturas y símbolos para diagramas, planos y equipos eléctricos, punto 4.2.26.

Nota: Dependiendo del país y las compañías suministradoras que trabajan una zona, las instalaciones y la nomenclatura pueden variar considerablemente en todo el mundo, aunque tienden a homologarse con las normas de la Unión Europea o la de EE. UU..

## Clasificación
Las acometidas eléctricas se clasifican por dos criterios básicos:
1. Según la Tensión:

Esquema básico de una acometida eléctrica monofásica aérea en Baja Tensión.

  1. Baja Tensión; 127 V, 200 V, 550 V, en general se consideran los límites superiores en 600 o 1000 V dependiendo del país y su normatividad interna.
  2. Media Tensión; 5 kV, 25 kV 40 kV, en general se considera el límite inferior en mayor a 600 o 1000 V según la normatividad del país.
2. Forma de acometida.
  1. Acometida aérea, cuando la entrada de cables del suministrador se da por lo alto de la construcción, normalmente por medio de una mufa y tubo, desde un poste de la red de suministro, en alta tensión los cables del suministro suelen ser llevados al usuario por tuberías enterradas para minimizar los peligros desde las redes aéreas de la empresa suministradora, pero cuando son aéreas es usual el uso de pórticos o torres.
  2. Acometida subterránea, cuando la entrada de cables del suministrador se da por debajo de la construcción, desde un registro o pozo de visita de la red de suministro.

## Zonificación
Las acometidas se dividen en dos zonas:

Símbolos usuales usados en planos para indicar la acometida, estos símbolos no están normalizados.

1. Lado Suministrador o Compañía: básicamente se considera que abarca desde la red de suministro eléctrico de la compañía que da el servicio, hasta las terminales de salida del medidor, las cuales pueden ser zapatas (terminales a presión, atornillables, cableadas, etc.), pero es muy común que se considere que se prolonga hasta el interruptor general de la instalación eléctrica del usuario.
2. Lado Usuario: se considera que comprende desde las terminales de salida del medidor hasta el último equipo o contacto del usuario, normalmente las compañías suministradoras solicitan que el primer elemento que se coloque en el lado usuario sea un interruptor general, que permita asegurar la desconexión de la instalación interior, por lo que usualmente se usan interruptores de cuchillas con cartuchos fusibles, para desconexión sin carga, esto tanto en baja como alta tensión. Es en este lado que se consideran los llamados circuitos alimentadores (circuitos entre aparatos o equipos de maniobra como los interruptores termomagnéticos) y los circuitos derivados (circuito entre un equipo eléctrico de uso o contacto y su aparato de maniobra).

## Composición
Las acometidas eléctricas están conformadas por los siguientes componentes:

### Lado Suministradora
- Punto de alimentación
- Conductores
- Ductos
- Tablero general de acometida.
- Armario (uno solo usuario, ejemplo: vivienda unifamiliar) o concentración de medidores (varios usuarios, ejemplo, condominio horizontal), con medidor en kilowattshora (kWh).
- Puesta a tierra externa.

### Lado Usuario
- Interruptor general.
- Puesta a tierra interna.
- Gastos económicos

## Recomendaciones generales
- Los conductores de la acometida deberán ser continuos, desde el punto de conexión de la red hasta los bornes de la entrada del equipo de medida, estos normalmente los instala la compañía suministradora y están bajo su cuidado.[2][3][4]
- No se aceptarán empalmes, ni derivaciones, en ningún tramo de la acometida. En la caja o armario de medidores deberá reservarse en su extremo una longitud del conductor de la acometida suficiente que permita una fácil conexión al equipo de medida.

En algunos países como México solo la compañía estatal (Comisión Federal de Electricidad) puede suministrar y vender energía eléctrica, por lo que en instalaciones grandes como centros comerciales, se le debe dejar un espacio o local destinado para el centro de transformación de la suministradora, este local puede compartirse con los usuarios finales.

## Tipos de acometidas por uso
- Permanentes[2][3][4]
  - Aéreas: desde redes aéreas de baja tensión la acometida podrá ser aérea para cargas instaladas iguales o menores a 35 kW
  - Subterráneas: desde redes subterráneas de baja tensión, la acometida siempre será subterránea. Para cargas mayores a 5 kW desde redes aéreas, la acometida siempre será subterránea
- Especiales[2][3][4]
  - Temporales: se consideran especiales las acometidas a servicios temporales y provisionales en obras.±